# Nymphaea glandulifera
Nymphaea glandulifera är en näckrosväxtart som beskrevs av Rodsch. och G. F. W. Mey. Nymphaea glandulifera ingår i släktet vita näckrosor, och familjen näckrosväxter. Inga underarter finns listade i Catalogue of Life.